# کاستانار د لبور
کاستانار د لبور (به اسپانیایی: Castañar de Ibor) یک دهستان‌های اسپانیا و دهستان و شهرک در اسپانیا است که در استان کاسرس واقع شده‌است. کاستانار د لبور ۱۴۹ کیلومتر مربع مساحت دارد ۷۷۳ متر بالاتر از سطح دریا واقع شده‌است.